# Сейшельская совка
Сейшельская совка (лат. Otus insularis) — исчезающий вид хищных птиц из семейства совиных. Эндемик Сейшельских островов, встречается только на острове Маэ.

## Описание
Размер представителей этого вида достигает 19–22 см, а длина крыла — 17 см. Оперение красно-коричневого цвета с черными полосами. Ноги длинные. Глаза большие, золотисто-желтые. Над ними имеются небольшие пучки удлинённых перьев (так называемые «перьевые уши»). Зов представляет собой резкое уханье. Питаются гекконами, древесными лягушками и насекомыми.

## История
Ареалом этой птицы, когда она была впервые описана в 1880 году, были острова Праслен, Маэ и Силуэт. Из-за вырубки лесов и завоза крыс, разорявших гнёзда, а также кошек и сипух, нападавших на взрослых птиц, популяция сократилась настолько резко, что к 1906 году вид считался вымершим. В 1959 году представитель этого вида был вновь обнаружен на острове Маэ французским натуралистом Филиппом Лусто-Лаланном в горном лесу на высоте 200 метров. В 1999 году было обнаружено первое гнездо, но попытки разведения оказались безуспешными. В 2000 году была сделана первая инфракрасная фотография самки с детенышем.

## Охранный статус
Виду был присвоен охранный статус «Находится на грани полного исчезновения». Популяция данного вида сокращается из-за вырубки лесов. Продолжительность поколения составляет 2,83 года.

## В культуре
Сейшельская совка изображена на марке Сейшельских островов номиналом 20 центов 1972 года выпуска. В 1985 году была выпущена серия марок, посвящённая птице.

Почтовые марки с изображением сейшельской совки
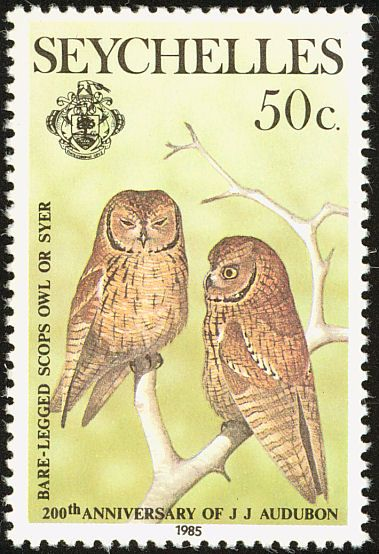
1985 (две птицы на ветке)
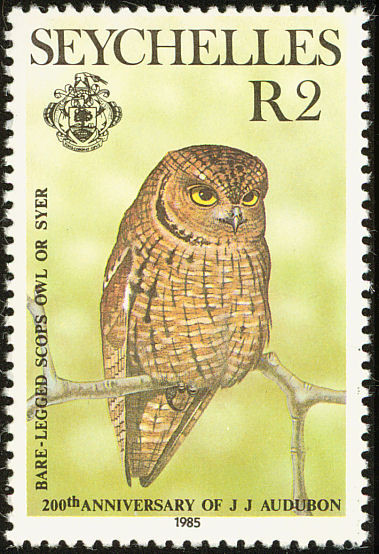
1985 (одна птица на ветке)
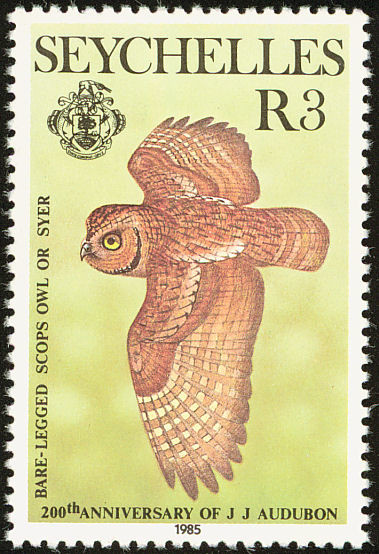
1985 (птица в полёте)
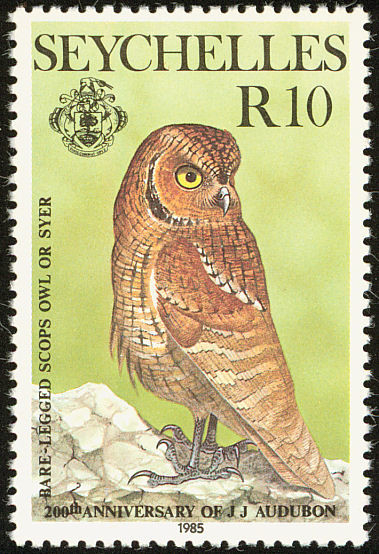
1985 (птица на камнях)
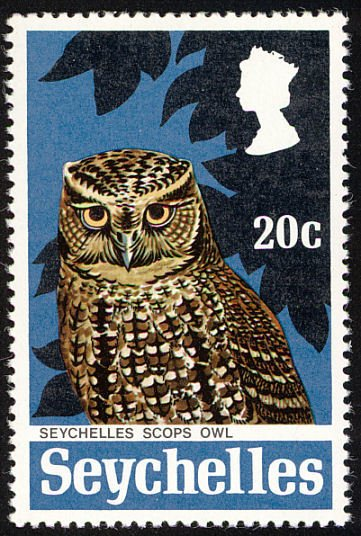
Марка 1972 года